# Hinojal (kommunhuvudort)
Hinojal är en kommunhuvudort i Spanien.   Den ligger i provinsen Provincia de Cáceres och regionen Extremadura, i den centrala delen av landet, 240 km väster om huvudstaden Madrid. Hinojal ligger 365 meter över havet och antalet invånare är 458.
Terrängen runt Hinojal är lite kuperad. Runt Hinojal är det mycket glesbefolkat, med 4 invånare per kvadratkilometer. Närmaste större samhälle är Garrovillas, 16,6 km väster om Hinojal. Trakten runt Hinojal består i huvudsak av gräsmarker.